# Mujer tirando de su media
Mujer tirando de su media es un cuadro creado por el pintor francés Henri de Toulouse-Lautrec en 1894. Este óleo sobre cartón es un desnudo que representa a una mujer únicamente con un pañuelo verde enrollado al cuello que está tirando de la media ajustándola por la pierna derecha. Sin fondo pintado, la obra se asemeja a un boceto que el artista habría realizado in situ en un burdel, captando el gesto íntimo de una prostituta. Es el motivo esgrimido por Joyant para explicar por qué Lautrec frecuentaba asidua y regularmente los prostíbulos: "Había el desnudo, el desnudo en movimiento, no el desnudo de estudio  convencional con modelos que andan a la moda [...] Lautrec estaba harto  de modelos profesionales; necesitaba seres aun más cercanos a la naturaleza, cuyos gestos y actitudes no se vieran obstaculizados".

Donación de la condesa Adèle de Toulouse-Lautrec en 1922, el cuadro forma parte de las colecciones del museo Toulouse-Lautrec de Albi, en Tarn. Una variante que incluye un fondo más esbozado y a la izquierda una segunda figura femenina, vestida y de perfil rapaz, probablemente la madame, se puede encontrar en el Museo de Orsay de París.

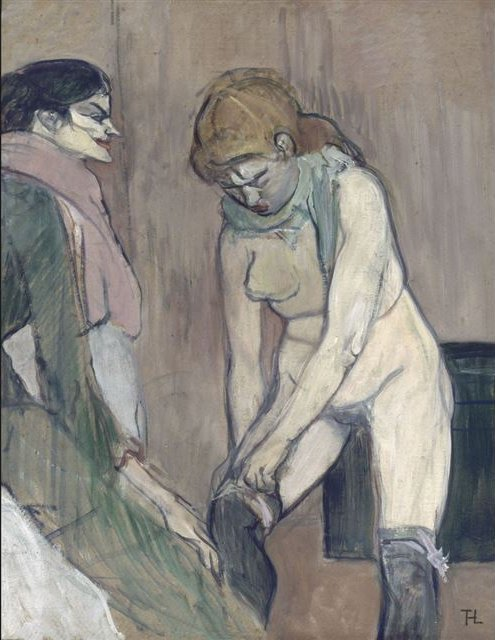
Mujer tirando de su media,Museo de Orsay,París.